# Тадден, Елизавета фон

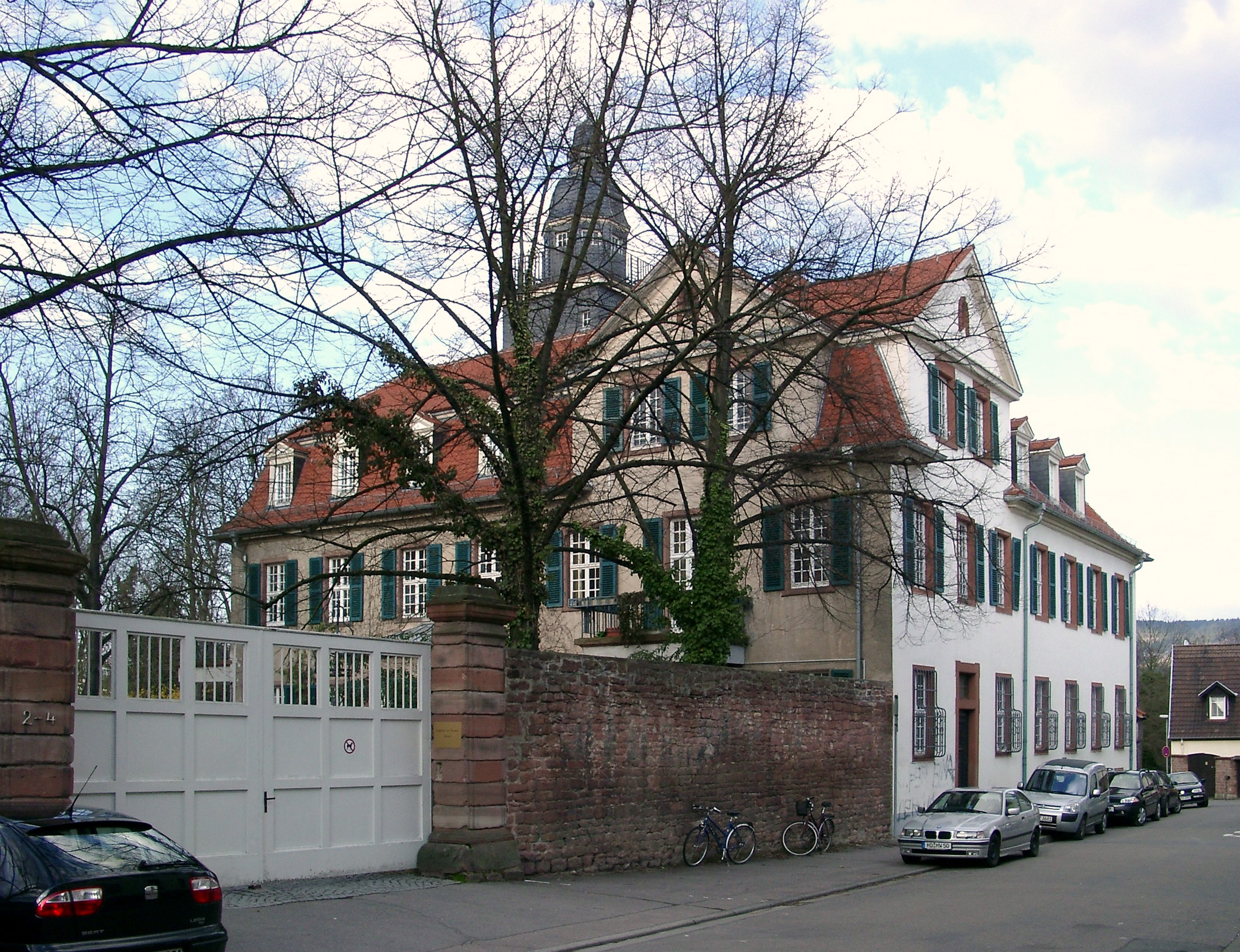
Гейдельбергская школа имени Елизаветы фон Тадден

Елизавета фон Тадден (нем. Elisabeth Adelheid Hildegard von Thadden; 29 июля 1890[…], Моронг, Варминско-Мазурское воеводство — 8 сентября 1944, Плётцензее) — немецкая учительница, участница движения Сопротивления. Осуждена и казнена за «пораженчество». Сводный брат — Адольф фон Тадден.

## Биография
Елизавета родилась в Восточной Пруссии, на территории современной Польши. Её семья происходила из древнего рода Тадденов, историю которого можно проследить вплоть до XIV века. Елизавета была старшей из пяти детей и после смерти родителей, она взяла на себя управление делами семьи. После повторной женитьбы отца переехала в Берлин, где выучилась на педагога. Уже тогда немецкая система образования была сильно зарегулирована, и не имея возможности работать педагогом в государственной школе, Елизавета решила основать свою собственную. Она отправилась на полуторагодовую стажировку в недавно открытую школу Салем. После стажировки Елизавета основала школу-интернат для девочек, чтобы воспитать «независимо мыслящих, эмансипированных женщин». Несмотря на свой протестантский статус, школа принимала не только протестанток.
Через 6 лет после открытия школы к власти в стране пришли нацисты. В марте был построен первый концентрационный лагерь, в апреле евреев стали изгонять с государственной службы. Фон Тадден брала в школу евреек, отказывалась вешать в классах портрет Гитлера и практиковать нацистское приветствие. Совместно с Германом Маасом, пастором церкви Святого Духа в Гейдельберге, она помогала евреям бежать из страны. В 1940 году Елизавета эвакуировала школу в Тутцинг, подальше от приближающегося фронта: Гейдельберг находился в 100 км от линии Мажино. Однако там школа оказалась на грани закрытия из-за предательства одной из учениц, и Елизавета вернулась в Гейдельберг в надежде, что там её доброе имя убережёт школу.
В 1941 году нацисты национализировали школу и отстранили Елизавету от управления. Она вернулась в Берлин, где работала медсестрой в Красном Кресте, поддерживала контакты с противниками режима, доставала продуктовые карточки для ушедших в подполье, продолжала помогать им бежать из страны, организовывала чаепития, на которых присутствовали критически настроенные люди из высших слоёв общества. На одном из них присутствовал доктор Рекцэ, который оказался агентом гестапо. Елизавета была арестована и отправлена в концлагерь Равенсбрюк. 1 июля 1944 года в Берлине судья Роланд Фрейслер приговорил Елизавету фон Тадден к смертной казни «за измену родине», спустя два месяца приговор был приведен в исполнение.

## Последствия
Доктор Рекцэ, сдавший Елизавету гестапо, после войны отсидел 7 лет в тюрьме ГДР, переехал в Западный Берлин, но будучи подвергнутым угрозе нового уголовного преследования, бежал назад в ГДР, где был объявлен жертвой преследования со стороны классового врага. После падения Берлинской стены расследование возобновили, но затем прекратили за истечением срока давности.
Судья Роланд Фрейслер, который вынес смертный приговор Елизавете и ещё двум с половиной тысячам мужчин и женщин, погиб при налёте американской авиации прямо во время судебного заседания. Его смерть установил случайно проходивший мимо врач, брат которого был накануне приговорён Фрейслером к смертной казни. В руках мёртвый Фрейслер держал дело Фабиана фон Шлабрендорфа, участника заговора 20 июля. Благодаря меткости американского лётчика, Фабиан пережил войну и стал членом немецкого конституционного суда в Карлсруэ.
Еврей Курт Хан, основатель школы Салем, был вынужден иммигрировать из страны ещё в 1933-м году. В Шотландии он основал школу Гордонстоун, в которой впоследствии учились три поколения королевской семьи.
Пастор Герман Маас был отстранен от служения и отправлен на принудительные работы. После окончания войны и освобождения он стал первым немцем, официально приглашенным в Израиль. Позже он был объявлен праведником народов мира.
Сводный брат Елизаветы, Адольф фон Тадден, был членом НСДАП с 1939 года. Служил в Вермахте, был ранен, арестован в Польше, откуда бежал в британскую зону оккупации. В 1964 году он стал одним из основателей партии NPD, единственной по сей день неонацистской партии в Германии. После его смерти стало известно, что в течение всей своей политической карьеры, он являлся тайным агентом британской разведки.
После войны прах Елизаветы был захоронен на территории вновь открытой школы. По всей стране наблюдался дефицит учителей, но не в школе фон Тадден. В ней работали возвратившиеся в Германию евреи, которым Елизавета помогла спастись.